# Truncatellina cylindrica
De cilindrische korfslak (Truncatellina cylindrica) is een slakkensoort uit de familie van de Truncatellinidae. De wetenschappelijke naam van de soort is voor het eerst geldig gepubliceerd in 1807 door André Étienne d'Audebert de Férussac.